# Вальтер Бурггаген
Вальтер Бурггаген (нім. Walter Burghagen; 21 вересня 1891, Дрезден — 13 січня 1971, Геретсрід) — німецький офіцер-підводник, корветтен-капітан крігсмаріне.

## Біографія
1 квітня 1911 року вступив на флот. Учасник Першої світової війни, вахтовий офіцер на підводних човнах SM U-44, SM U-49 і SM U-50. В листопаді 1916 року потрапив в полон. В 1919 році звільнений. 8 березня 1920 року демобілізований.
На початку Другої світової війни був призваний на флот. З 12 грудня 1942 по 5 травня 1945 року — командир підводного човна U-219, на якому здійснив 2 походи (разом 183 дні в морі).

## Звання
- Морський кадет (1 квітня 1911)
- Фенріх-цур-зее (15 квітня 1912)
- Лейтенант-цур-зее (3 серпня 1914)
- Оберлейтенант-цур-зее (4 серпня 1919)

## Нагороди
- Залізний хрест 2-го класу (серпень 1916)
- Почесний хрест ветерана війни з мечами
- Хрест Воєнних заслуг 2-го класу з мечами (1 вересня 1941)
- Застібка до Залізного хреста 2-го класу (5 січня 1944)
- Нагрудний знак підводника (12 грудня 1944)